# Beteng
Beteng is een bestuurslaag in het regentschap Klaten van de provincie Midden-Java, Indonesië. Beteng telt 2038 inwoners (volkstelling 2010).